# Tommaso Perondoli
Tommaso Perondoli (Ferrara, XIV secolo – Ferrara, 28 ottobre 1445) è stato un arcivescovo cattolico italiano.

## Biografia
Nacque nella seconda metà del XIV secolo a Ferrara, sede vescovile, figlio di Andrea. 
Il 15 gennaio 1381 ricevette la prima tonsura dal vescovo di Venafro Guido, mentre il 1º agosto 1389 fu cooptato nel capitolo della cattedrale di Comacchio.
All'inizio del Quattrocento è riportato tra i membri del consiglio privato di Niccolò III d'Este. Negli stessi anni divenne arciprete di Formignana e vicario generale della diocesi di Ferrara, guidata da Pietro Boiardo. 
Nel 1407 si laureò in diritto canonico.
Il 2 gennaio 1411 papa Gregorio XII lo nominò arcivescovo metropolita di Ravenna. Il 9 aprile successivo, a Ferrara, si tenne la cerimonia di insediamento. 
Durante il suo episcopato risiedette sempre a Ferrara, delegando a vicari la amministrazione della arcidiocesi. Nel 1425 raggiunse con gli Este un accordo sulla cessione alla famiglia dei beni di proprietà dell'arcidiocesi siti nel territorio di Argenta.
Non partecipò al Concilio di Basilea, nonostante l'invito ricevuto da papa Eugenio IV, delegando al suo posto il vescovo di Adria Giacomo Obizzi. Partecipò invece al Concilio di Ferrara nel 1438.
Morì il 28 ottobre 1445 e fu sepolto nella chiesa di San Domenico.

## Genealogia episcopale e successione apostolica
La genealogia episcopale è:
- Vescovo Pietro Boiardo
- Arcivescovo Tommaso Perondoli

La successione apostolica è:
- Cardinale Niccolò Albergati, O. Cart. (1417)
- Vescovo Santo da Ferrara, O.P. (1430)